# RHM Klinik- und Altenheimbetriebe

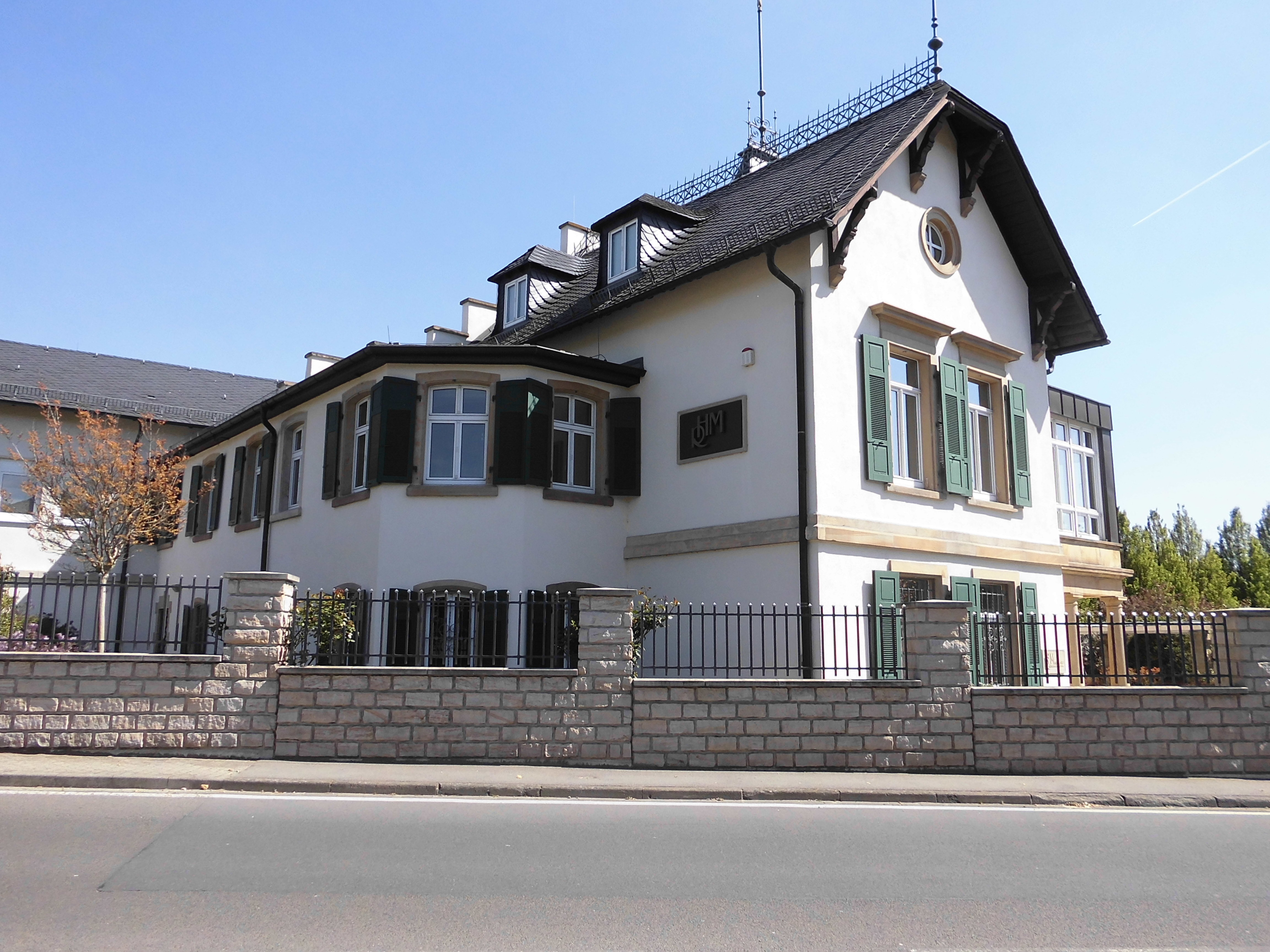
Deidesheimer Firmensitz bis 2015

Die RHM Klinik- und Altenheimbetriebe B.V. & Co. KG war ein Unternehmen mit Hauptsitz in der rheinland-pfälzischen Kleinstadt Deidesheim, das Akut-Kliniken, spezialisierte Pflegeeinrichtungen und diverse Rehabilitationskliniken in Deutschland betrieb.
Insgesamt 26 Kliniken und Pflegeheime mit 2.900 Behandlungsplätzen gehörten zuletzt zur Gruppe, darunter Rehabilitationskliniken, Pflegeheime, Akutkliniken, Einrichtungen zur Wiedereingliederung und eine Behinderteneinrichtung. Rund 50.000 vor allem chronisch kranke Menschen wurden jährlich in den 13 Fach- und Kompetenzbereichen der RHM-Gruppe betreut und behandelt. Die zwölf Standorte der RHM-Gruppe waren auf sieben Bundesländer verteilt. Schwerpunkt war Rheinland-Pfalz, weitere Kliniken gab es in Baden-Württemberg, Hessen, Sachsen und Brandenburg. Seit 2013 gehörten auch Thüringen und Bayern zu den Bundesländern mit RHM-Standorten.
Bis 2011 befand sich das Unternehmen in Privatbesitz, seit Mai 2011 war der Private-Equity-Investor Waterland Private Equity, dessen Sitz sich in den Niederlanden befindet, mehrheitlich beteiligt. Waterland Private Equity übernahm zum 15. Dezember 2014 auch die Mehrheit an den Median Kliniken und kündigte die Verschmelzung mit  RHM an. Durch die Fusion der Median-Kliniken und RHM entstand 2015 ein neues Unternehmen mit Sitz in Berlin. Der Verwaltungsstandort Deidesheim wurde in der Folge aufgegeben und das Büro in das ehemalige Telekomgebäude in Neustadt an der Weinstraße verlegt.

## Unternehmensstruktur
2013 betrieb das Unternehmen 18 Rehabilitations- und Akutkliniken sowie sieben Pflegeheime:

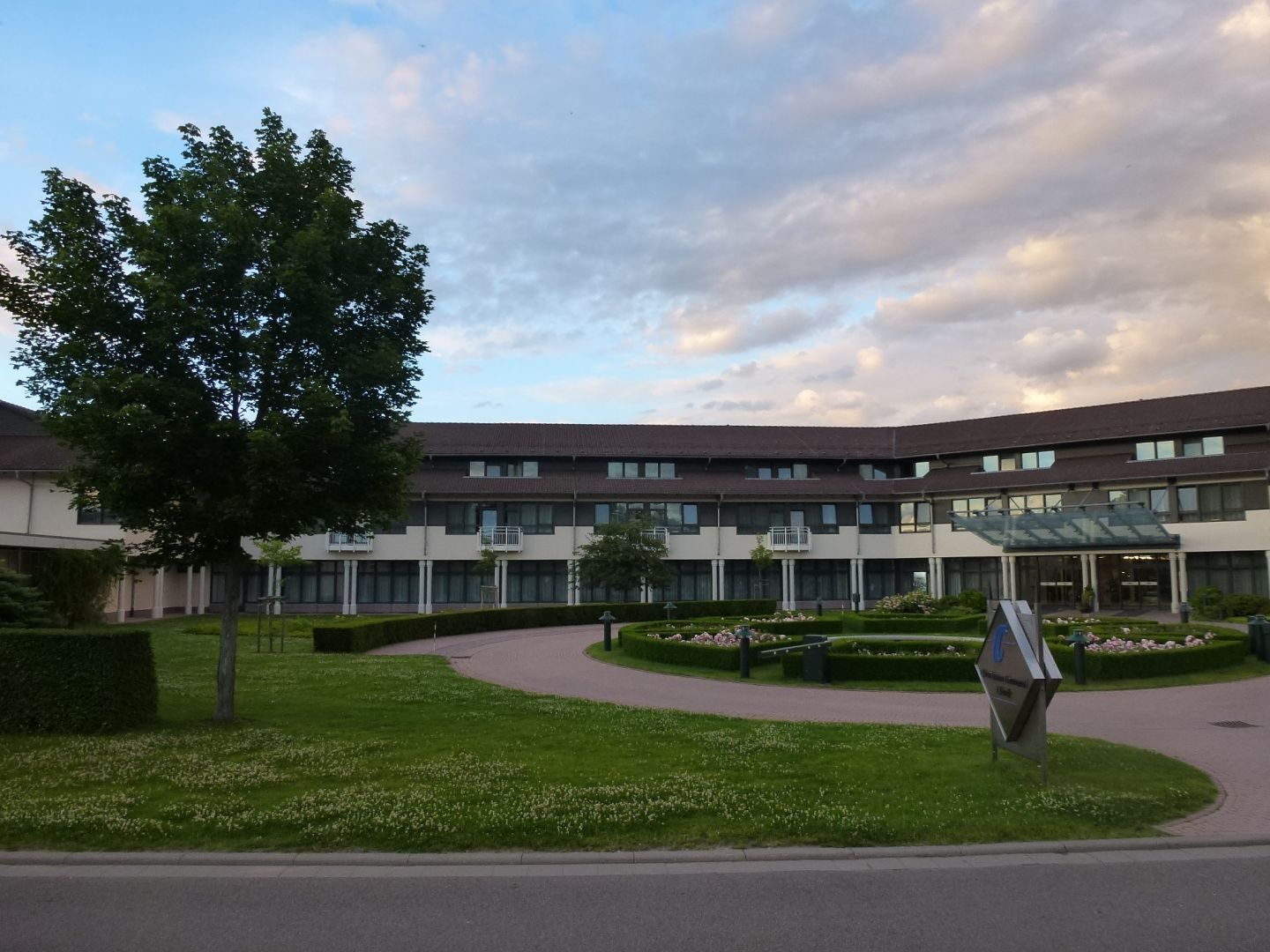
Christiaan-Barnard-Klinik in Schmannewitz

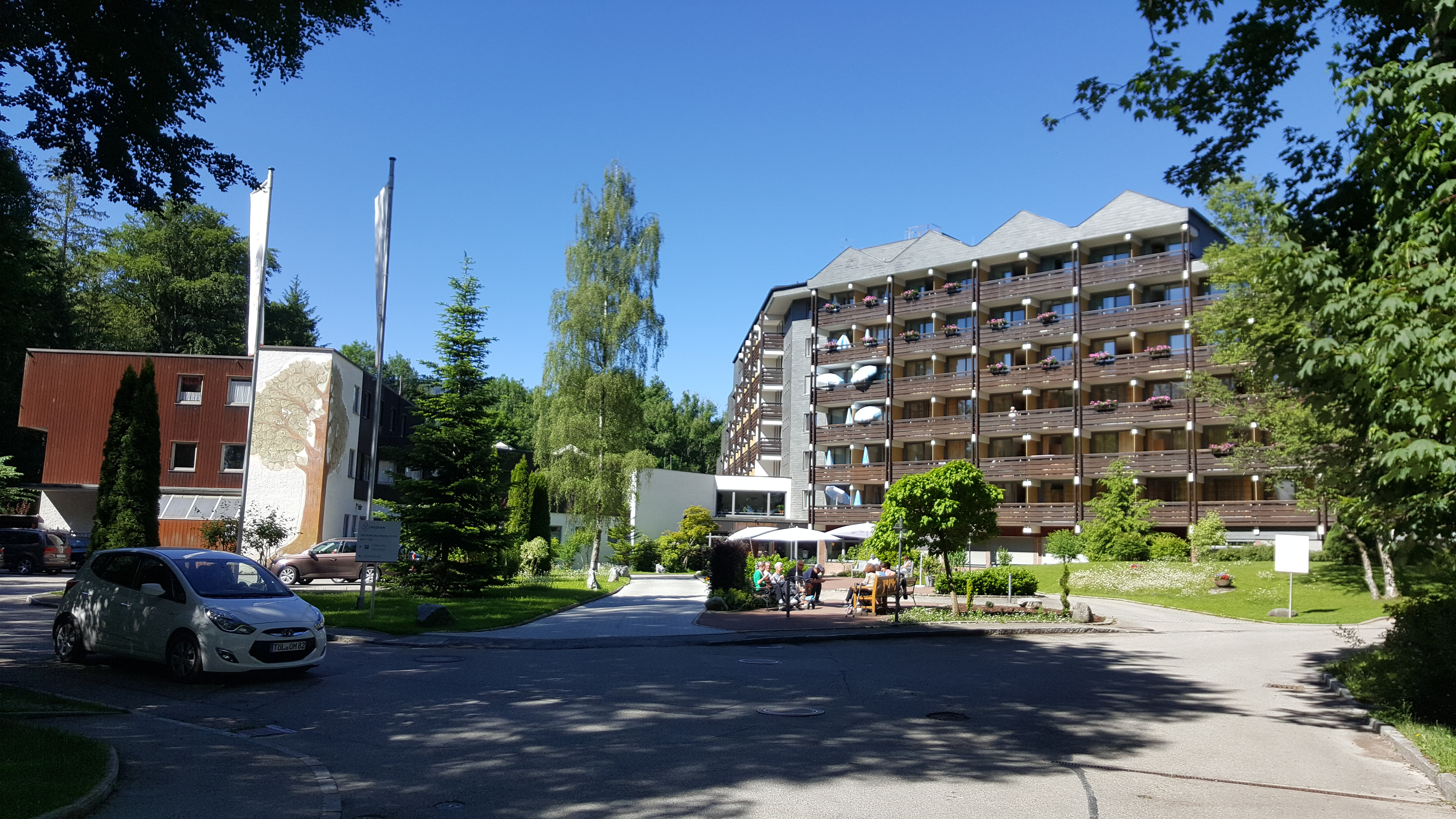
Buchberg-Klinik, Bad Tölz

### Kliniken
- Klinik Sonnenwende – Bad Dürkheim, Fachklinik für Psychiatrie und Psychotherapie
- Rhein-Haardt-Klinik – Bad Dürkheim, Rehabilitationsklinik für Abhängigkeitserkrankungen und Psychosomatik
- Jakob-van-Hoddis-Haus – Neustadt an der Weinstraße, psychiatrische und psychotherapeutische Tagesklinik
- Tagesklinik Leiningerland – Grünstadt, psychiatrische und psychotherapeutische Tageskliniken
- Park-Klinik – Bad Dürkheim, Rehabilitationsklinik für Orthopädie, Innere Medizin, Kardiologie und Diabetologie
- Kurpfalz-Klinik – Bad Dürkheim, Rehabilitationsklinik für Psychosomatik
- Therapiezentrum Reha-Med – Bad Dürkheim, teilstationäres und ambulantes Rehazentrum für Orthopädie, Innere Medizin und Kardiologie
- Rhein-Klinik – Bad Dürkheim, Rehabilitationsklinik für fachbereichsübergreifende Medizin
- Privatklinik Berggarten – Deidesheim, Fachklinik für Psychosomatik und klinische Psychotherapie
- Vesalius-Klinik – Bad Rappenau, Rehabilitationsklinik für Orthopädie und Psychosomatik
- Klinik Hohenlohe – Bad Mergentheim, Rehabilitationsklinik für Orthopädie, Innere Medizin und Gastroenterologie
- Klaus-Miehlke-Klinik – Wiesbaden, Rehabilitationsklinik für Orthopädie, Rheumatologie und Psychosomatik
- Heinrich-Mann-Klinik – Bad Liebenstein, Rehabilitationsklinik für Neurologie und Orthopädie
- Buchberg-Klinik – Bad Tölz, Rehabilitationsklinik für Neurologie, Orthopädie und Kardiologie
- Christiaan-Barnard-Klinik – Dahlen-Schmannewitz, Rehabilitationsklinik für Kardiologie, Onkologie und Psychosomatik
- Klinik Dahlener Heide – Dahlen-Schmannewitz, Rehabilitationsklinik für Orthopädie, Psychosomatik und Psychotherapie
- Fontana-Klinik – Bad Liebenwerda, Rehabilitationsklinik für Orthopädie und Rheumatologie
- Psychotherapeutische Klinik – Bad Liebenwerda, Rehabilitationsklinik für Abhängigkeitserkrankungen

### Pflegeheime
- Albert-Schweitzer-Haus – Bad Dürkheim, Wohnheim für Menschen mit psychischer Behinderung
- Pfalzstift – Bad Dürkheim, Wohnheim für „Junge Pflege“ und „Demenz-Pflege“
- Pflegeabteilung Dürkheimer Höhe – Bad Dürkheim, Alten- und Pflegeheim
- Haus Talblick – Bad Dürkheim, Wohn- und Förderzentrum für Menschen mit geistiger Behinderung
- Antoniusstift – Bad Rappenau, Alten- und Pflegeheim
- Soziotherapeutisches Wohnheim – Bad Dürkheim, Wohnheim für mehrfach belastete Menschen mit Suchterkrankung
- Haus Seeblick – Ortenberg, soziotherapeutisches Wohnheim